# Rixt (dichteres)
Rixt, pseudoniem van Hendrika Akke van Dorssen (Grouw, 27 september 1887 – Colmschate, 31 januari 1979) was een Nederlandse dichteres die in het Fries publiceerde. Hoewel haar oeuvre gering van omvang is, heeft het niettemin een grote invloed gehad in het Friese taalgebied.

## Levensloop
Rixt bezocht na haar lagereschooltijd in Grouw de meisjes-HBS in Leeuwarden. Daarna volgde ze een opleiding tot onderwijzeres, maar ze stond nooit voor de klas. Ze behaalde een akte voor gemeente-administratie, werkte van 1917 tot 1919 op de gemeentesecretarie in Sneek en vervolgens tot haar pensionering bij de gemeente Deventer, waar ze het tot waarnemend gemeentesecretaris bracht.
In haar jeugd kampte Rixt langdurig met tuberculose, waardoor ze meerdere keren in kuuroorden moest verblijven. In het sanatorium te Putten ontmoette ze de jonge dichter J. Philip van Goethem, onder wiens invloed ze in het Nederlands begon te dichten. Haar eerste verzen werden in 1913 gepubliceerd in het tijdschrift Nederland (dat toen nog een alleszins respectabel blad was). In Davos raakte Rixt bevriend met andere patiënten uit Friesland, met wie ze samen Friese poëzie las, onder andere van Piter Jelles en Obe Postma. Dit inspireerde haar tot het schrijven van gedichten in haar moedertaal. Door de dichter Jan Jelles Hof, die via een gemeenschappelijke vriendin verzen van Rixt onder ogen had gekregen, werd ze aangemoedigd die op te sturen naar Onno Harmens Sytstra. Dit leidde in 1913 tot de eerste publicatie van haar Friese verzen in Forjit my net, het tijdschrift van het Selskip foar Fryske tael- en skriftekennisse.
Verdere publicaties volgden in It sjongende Fryslân (1917) en De nije moarn (1922), bloemlezingen die waren samengesteld door Douwe Kalma, die haar prees om haar moed persoonlijk getinte liefdesgedichten uit te brengen in het toentertijd in zichzelf gekeerde Friesland. Door Kalma's lovende kritiek werd haar naam als dichteres die uit het hart sprak in één keer gevestigd. Haar poëzie kondigde een nieuwe dichtkunst aan, die tijdens de zogenaamde Jongfriese periode in de Friese literatuur tot bloei zou komen. Hierin verzette zich een nieuwe generatie schrijvers tegen de in hun ogen provinciale en steriele volksschrijverij van mensen als Waling Dykstra. Ze bepleitten in plaats daarvan, net als de Tachtigers in het Nederlandse taalgebied, een meer esthetische en persoonlijke literaire kunst. Deze moest het Fries een plaats bezorgen tussen andere nationale literaturen en een brug slaan tussen Scandinavië en Engeland.
Rixts enige bundel, waarin vrijwel al haar werk bijeen werd gebracht, is De gouden rider (1952), die ze publiceerde toen ze al halverwege de zestig was. Hierin is de ontwikkeling van de erotische lyriek uit haar jonge jaren naar de rijpe wijsheid van een vrouw op leeftijd goed te volgen. Haar latere gedichten zijn minder spontaan dan haar vroege werk en bevatten ook elementen van twijfel, berusting en ironie. Voor De gouden rider werd Rixt in 1953 de Gysbert Japicxpriis toegekend, de hoogste Friese literaire onderscheiding. Dit gebeurde overigens niet zonder protesten, omdat met name haar vroege gedichten vanwege hun gevoeligheid en oprechtheid door sommigen als onzedig werden beschouwd.
Al is haar oeuvre klein, Rixt heeft ermee niettemin een belangrijke plaats in de Friese literatuur ingenomen. Ze bleef tot op hoge leeftijd betrokken bij alles wat daarmee te maken had en gaf als "grande dame fan de Fryske poëzy", zoals ze wel werd genoemd, alleen al door haar aanwezigheid glans aan menige literaire bijeenkomst. Rixt is op 31 januari 1979 op 91-jarige leeftijd overleden te Colmschate. De gemeente Leeuwarden vernoemde een jaar later een straat naar haar, de Rixtwei.

## Werk
- 1952: De gouden rider (gedichten) (herdrukt in 1953, 1954 en 1977)
- 1979: Rixt fortelt, trije oantinkens (herinneringen, bijlage bij het maandblad De Strikel)

- Biografisch Portaal: 72054349
- Digitale Bibliotheek voor de Nederlandse Letteren: rixt001
- Gemeinsame Normdatei: 1057548863
- International Standard Name Identifier: 0000 0003 9654 3829
- Nederlandse Thesaurus van Auteursnamen: 074587285
- Virtual International Authority File: 291471603
- WorldCat: E39PBJrwThQPMTvp8798CTcHG3